# Sergej Viktorovič Lavrov
Sergej Viktorovič Lavrov (in russo Сергей Викторович Лавров?; Mosca, 21 marzo 1950) è un diplomatico e politico russo, attuale Ministro degli affari esteri della Russia.
È attualmente il secondo ministro degli esteri al mondo per permanenza in carica, seguendo il turkmeno Raşit Meredow.

## Biografia

### Origini e studi
Lavrov è nato a Mosca da una famiglia di origini armene e russe: infatti suo padre era un armeno che visse a Tbilisi il cui cognome originario era Kalantaryan, mentre sua madre era una funzionaria russa del Ministero del commercio interno dell'URSS. Ha studiato presso la scuola secondaria di Noginsk e si è laureato in relazioni internazionali presso l'Università statale di Mosca per le relazioni Internazionali nel 1972.
Lavrov parla anche inglese, francese e singalese, che ha appreso quando era nello Sri Lanka.

### Carriera diplomatica in Sri Lanka
Lavrov si è laureato nel 1972. Secondo le regole di quel tempo, un laureato dell'Istituto statale di relazioni internazionali di Mosca doveva lavorare per un certo periodo di tempo per il ministero degli Esteri. Lavrov è stato impiegato presso l'ambasciata sovietica in Sri Lanka come consigliere, poiché era già uno specialista del paese. A quel tempo, l'Unione Sovietica e lo Sri Lanka avevano una stretta cooperazione economica e di mercato e l'Unione Sovietica iniziò la produzione di gomma naturale nel paese.
L'ambasciata sovietica in Sri Lanka manteneva le relazioni con le Maldive. L'ambasciata in Sri Lanka impiegava solo 24 diplomatici. Lavrov ebbe il compito di analizzare continuamente la situazione nel paese, ma lavorò anche come traduttore, segretario personale e assistente di Rafiq Nishonov, che sarebbe poi diventato il 12° Primo Segretario del Partito Comunista della RSS Uzbeka. Inoltre, ottenne il grado diplomatico di addetto.

### Sezione dell'URSS per le relazioni economiche internazionali e l'ONU
In seguito nel 1976 ritornò a Mosca e lavorò nella sede principale del Ministero degli affari esteri del suo paese. Ha lavorato come terzo e secondo segretario nella Sezione per le relazioni economiche internazionali dell'URSS. Lì, è stato coinvolto nell'analisi e il suo ufficio ha anche lavorato con varie organizzazioni internazionali, comprese le Nazioni Unite. 
Nel 1981 fu inviato come consigliere senior della missione sovietica presso le Nazioni Unite a New York. 
Nel 1988 Lavrov tornò a Mosca e fu nominato vice capo della sezione per le relazioni economiche internazionali dell'URSS. Tra il 1990 e il 1992 ha lavorato come Direttore dell'Organizzazione Internazionale del Ministero degli Esteri Sovietico.

### Transizione dall'Unione Sovietica alla CSI (1990-1994)
Nell'ottobre 1990, Andrej Kozyrev, che all'epoca era incaricato del monitoraggio delle organizzazioni internazionali, è stato nominato ministro degli Esteri della RSFSR. In quell'anno furono distribuiti i poteri del Ministero degli esteri sovietico e del Ministero degli esteri della Repubblica Socialista Federativa Sovietica Russa. Fino ad allora la RSFSR aveva solo un ruolo cerimoniale. Nell'ottobre 1991 i ministri degli esteri di tutte le repubbliche sovietiche, ad eccezione della Georgia e degli Stati baltici, hanno tenuto una riunione in cui si sono occupati dell'Unione dei ministeri degli esteri.
Nel novembre 1990, il Consiglio di Stato ha deciso di cambiare il suo nome da Unione dei Ministeri degli esteri a Ministero degli esteri dell'Unione Sovietica. Nell'aprile 1991 è stato nominato viceministro degli esteri.
Nel dicembre 1991 il Ministero degli esteri della Russia Sovietica è diventato il Ministero degli esteri della Federazione Russa.
Nel 1992 Lavrov è stato nominato direttore del Dipartimento per le organizzazioni internazionali e le questioni globali presso il ministero degli esteri della Federazione Russa.
Lavrov è stato incaricato di sovrintendere alle attività dei diritti umani e della cooperazione culturale internazionale e dei due dipartimenti – per i Paesi della CSI, le organizzazioni internazionali e la cooperazione economica internazionale.
Dal 1992 al 1994 è stato viceministro degli affari esteri della Federazione Russa sotto la presidenza di Boris El'cin.

### Rappresentante permanente della Russia presso le Nazioni Unite (1994-2004)
Nel 1994 fu nominato ambasciatore della Russia presso l'ONU. Fu poi eletto diverse volte come presidente del Consiglio di sicurezza delle Nazioni Unite, precisamente nel dicembre 1995, nel gennaio 1997, nel luglio 1998, nell'ottobre 1999, nel dicembre 2000, nell'aprile 2002 e nel gennaio 2003.

### Ministro degli Affari Esteri
Il 9 marzo 2004 il presidente russo Vladimir Putin lo ha nominato Ministro degli Affari Esteri al posto di Igor' Ivanov. Nel dicembre 2006 Lavrov fu nominato Persona dell'anno da Expert magazine, un'importante rivista settimanale russa di finanza.
Ha mantenuto rapporti burrascosi con il segretario di Stato statunitense Condoleezza Rice e l'omologo britannico David Miliband, nel contesto del conflitto russo-georgiano in Ossezia del Sud nel mese di agosto 2008. Tra il 2008 e il 2012, sotto la presidenza di Dmitrij Medvedev, più liberale del suo predecessore e successore Putin, Lavrov ha adottato una linea più misurata, non criticando l'intervento militare franco-britannico in Libia del 2011 e contestando le leggi anti-statunitensi approvate dalla Duma.

#### Guerra civile in Siria
Nel 2012, nelle prime fasi della guerra civile siriana, una delegazione russa si è recata in Siria per affermare il sostegno della Russia al governo siriano del presidente Bashar al-Assad. Lavrov e Mikhail Fradkov, che facevano parte della delegazione, sono stati accolti favorevolmente dai sostenitori pro-Assad che sventolavano bandiere russe ringraziando per il veto posto dalla Russia su una risoluzione delle Nazioni Unite che chiedeva severe sanzioni al governo siriano per la repressione della rivolta. A partire dall'agosto 2013, Lavrov si è speso particolarmente nella difesa del governo di Bashar al-Assad per quanto riguarda la guerra civile siriana, rifiutando la proposta di intervento militare occidentale e firmando con il suo omologo statunitense John Kerry a Ginevra una risoluzione che poneva sotto controllo internazionale le armi chimiche del regime siriano, impegnato a combattere contro i ribelli islamisti. Subito dopo, la Siria ha accettato pienamente questo piano e nel giugno 2014 tutte le armi chimiche presentate dal governo siriano sono state incenerite in sicurezza nel Mediterraneo orientale. Il direttore generale dell'Organizzazione per la proibizione delle armi chimiche presso le Nazioni Unite ha dichiarato che questo trattato era un importante punto di riferimento.
La mediazione di Lavrov e l'intervento militare russo in Siria (2015) vengono considerati un autentico successo internazionale per la Russia. Non ha invece dato seguito alla politica di reset nei rapporti tra Stati Uniti e Russia proposta da Barack Obama.
Nell'ottobre 2019, Lavrov ha condannato la decisione di Donald Trump di inviare truppe americane a guardia dei giacimenti petroliferi siriani, affermando che qualsiasi "sfruttamento delle risorse naturali di uno stato sovrano senza il suo consenso è illegale".

#### Guerra in Donbass

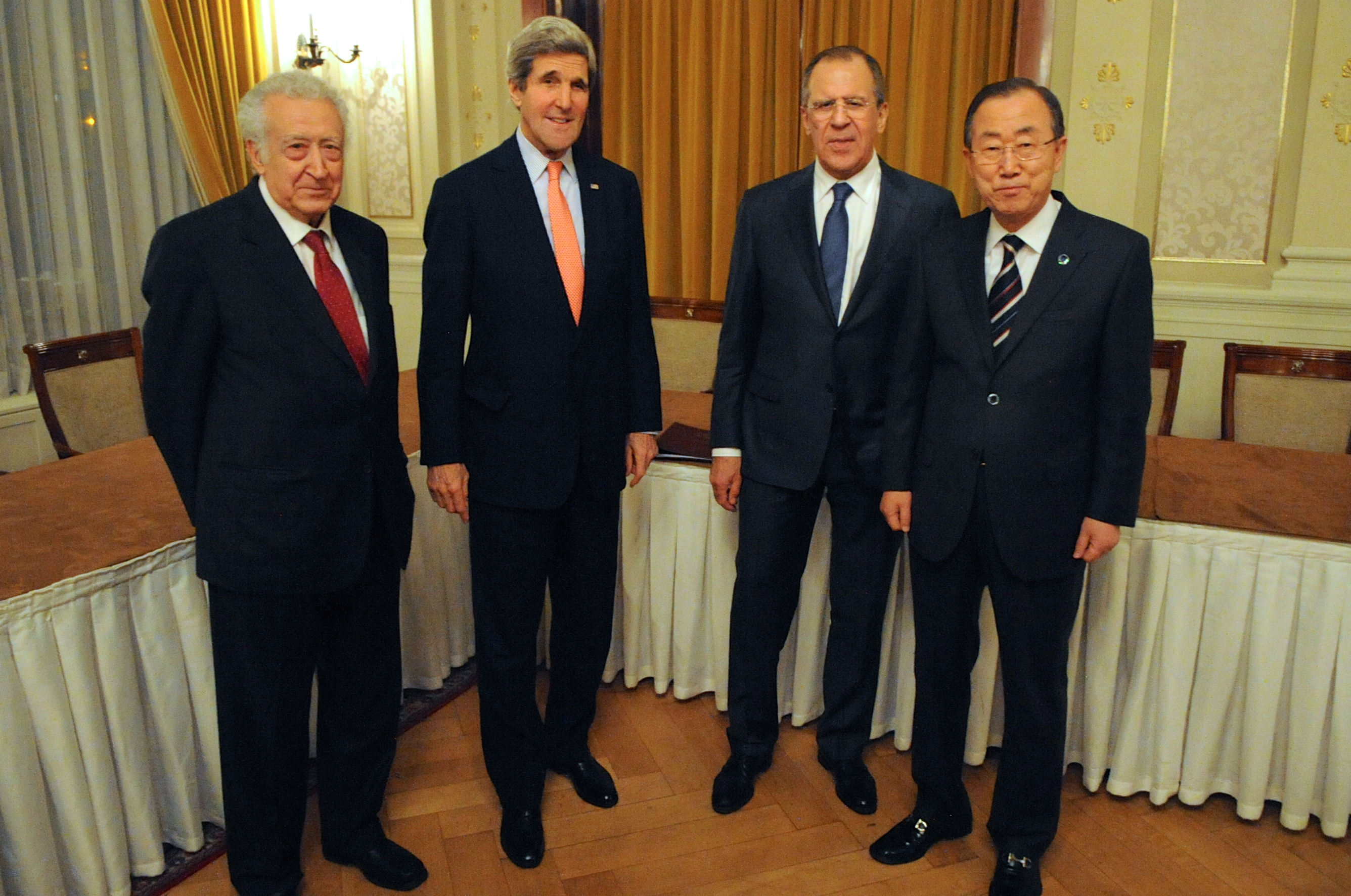
Lavrov con John Kerry, Lakhdar Brahimi e Ban Ki-moon (Montreux, 21 gennaio 2014).

Dopo il referendum sullo status della Crimea del marzo 2014, Lavrov ha proposto che l'Ucraina fosse indipendente da qualsiasi blocco, che la lingua russa fosse riconosciuta ufficialmente e che la costituzione fosse organizzata secondo linee federali. In un'intervista al canale televisivo Rossija 24, Lavrov ha affermato che la politica del blocco a somma zero dell'Ucraina è stata suggerita per la prima volta nel 2004 da Karel De Gucht, allora ministro degli Esteri del Belgio.
Quando i leader del G8 hanno votato per sospendere ufficialmente l'adesione della Russia il 24 marzo, Lavrov ha affermato che il G8 era un'organizzazione informale e l'adesione era facoltativa per la Russia.
In un'intervista del 30 marzo, ha parlato dell'accordo del 21 febbraio firmato da Viktor Janukovyč, Vitalij Klyčko, Arsenij Jacenjuk e Oleh Tjahnibok, nonché dai ministri degli Esteri di Polonia, Francia e Germania per promuovere cambiamenti pacifici al potere ucraino. Lavrov ha sottolineato il federalismo come soluzione all'impasse costituzionale in Ucraina e ha deplorato la deufficialità della lingua russa. Ha notato il lavoro del segretariato del Consiglio d'Europa presso la Commissione di Venezia per impedire una legittimazione del referendum in Crimea e per espellere la Russia. Lavrov è rimasto "sorpreso" quando il presidente degli Stati Uniti Barack Obama ha definito la Russia una "potenza regionale". Ha deplorato l'uso, definito improprio dell'accordo di Schengen, che richiede agli abitanti della Crimea, come a tutti gli altri ucraini, di recarsi a Kiev per ottenere un visto Schengen e ha fatto notare che l'UE propone un regime di esenzione dal visto per i cittadini ucraini. 
Lavrov ha affermato che la Rivoluzione della dignità a Kiev e i risultati del referendum in Crimea dovrebbero essere entrambi accettati allo stesso modo dall'Occidente. Ha ribadito la proposta russa in tre parti per il progresso dell'Ucraina:
- Federalismo costituzionale
- Riconoscimento delle minoranze linguistiche
- Che l'Ucraina sia uno stato non allineato

Il 30 marzo il governo di Kiev ha denunciato le proposte di Lavrov come "la completa capitolazione dell'Ucraina, il suo smembramento e la distruzione della statualità ucraina".
Mentre Lavrov ha riconosciuto che la Russia è in contatto con i ribelli separatisti ucraini, ha negato le accuse di Stati Uniti e UE secondo cui Mosca avrebbe sponsorizzato la ribellione e ha accusato gli Stati Uniti di aggravare il conflitto. "I nostri colleghi americani preferiscono ancora spingere la leadership ucraina verso un percorso conflittuale". Ha aggiunto che le possibilità di risolvere la crisi ucraina sarebbero state maggiori se fosse dipeso solo dalla Russia e dall'Europa. Lavrov ha detto che i separatisti vogliono "difendere la loro cultura, le loro tradizioni, celebrare le loro feste piuttosto che gli anniversari di Roman Šuchevyč e Stepan Bandera".
Nel giugno 2016, Lavrov ha dichiarato che la Russia non attaccherà mai nessun paese della NATO, dicendo: "Sono convinto che tutti i politici seri e onesti sanno perfettamente che la Russia non attaccherà mai uno Stato membro della NATO. Non abbiamo piani del genere". Ha anche affermato: "Nella nostra dottrina della sicurezza è chiaramente affermato che una delle principali minacce alla nostra sicurezza è l'ulteriore espansione della NATO a est".

#### Crisi della Corea del Nord del 2017
Lavrov ha paragonato la guerra di parole tra il presidente degli Stati Uniti Donald Trump e il leader nordcoreano Kim Jong-un a una lotta all'asilo tra due bambini, dicendo: "Insieme alla Cina continueremo a lottare per un approccio ragionevole e non emotivo come quando i bambini in un asilo iniziano a litigare e nessuno può fermarli».
Lavrov ha anche affermato che gli Stati Uniti non effettueranno un attacco alla Corea del Nord perché "sanno per certo - piuttosto che sospettare - che ha bombe atomiche". Ha detto che gli Stati Uniti hanno invaso l'Iraq "solo perché avevano informazioni al 100% che non c'erano più armi di distruzione di massa lì".

#### Sanzioni statunitensi
Lavrov ha criticato le sanzioni statunitensi contro paesi come Iran, Turchia e Russia. Nell'agosto 2018, Lavrov ha affermato che "le misure esecutive unilaterali sono illegittime negli affari internazionali" [...]. "Un modo per contrastare queste barriere e restrizioni illegittime è utilizzare le valute nazionali nel nostro commercio bilaterale". "Credo fermamente che l'abuso del ruolo svolto dal dollaro USA come valuta internazionale finirà per compromettere il suo ruolo".
Le imprese coinvolte nel gasdotto Nord Stream 2 dalla Russia alla Germania sono state sanzionate dagli Stati Uniti con l'approvazione del National Defense Authorization Act per l'anno fiscale 2020 il 20 dicembre 2019. Lavrov ha affermato che il Congresso degli Stati Uniti "è letteralmente sopraffatto dal desiderio di fare di tutto per distruggere" le relazioni USA-Russia.

#### La legge ucraina sull'istruzione
Lavrov ha condannato la legge ucraina sull'istruzione del 2017, che rende l'ucraino l'unica lingua di istruzione nelle scuole statali. Secondo Lavrov, "la reazione di Bruxelles alla legge ucraina sull'istruzione è del tutto vaga, sebbene violi grossolanamente gli impegni di Kiev in materia di diritti linguistici e educativi". Il ministero degli Esteri russo ha affermato che la legge è progettata per "stabilire con forza un regime linguistico etnico in uno stato multinazionale".

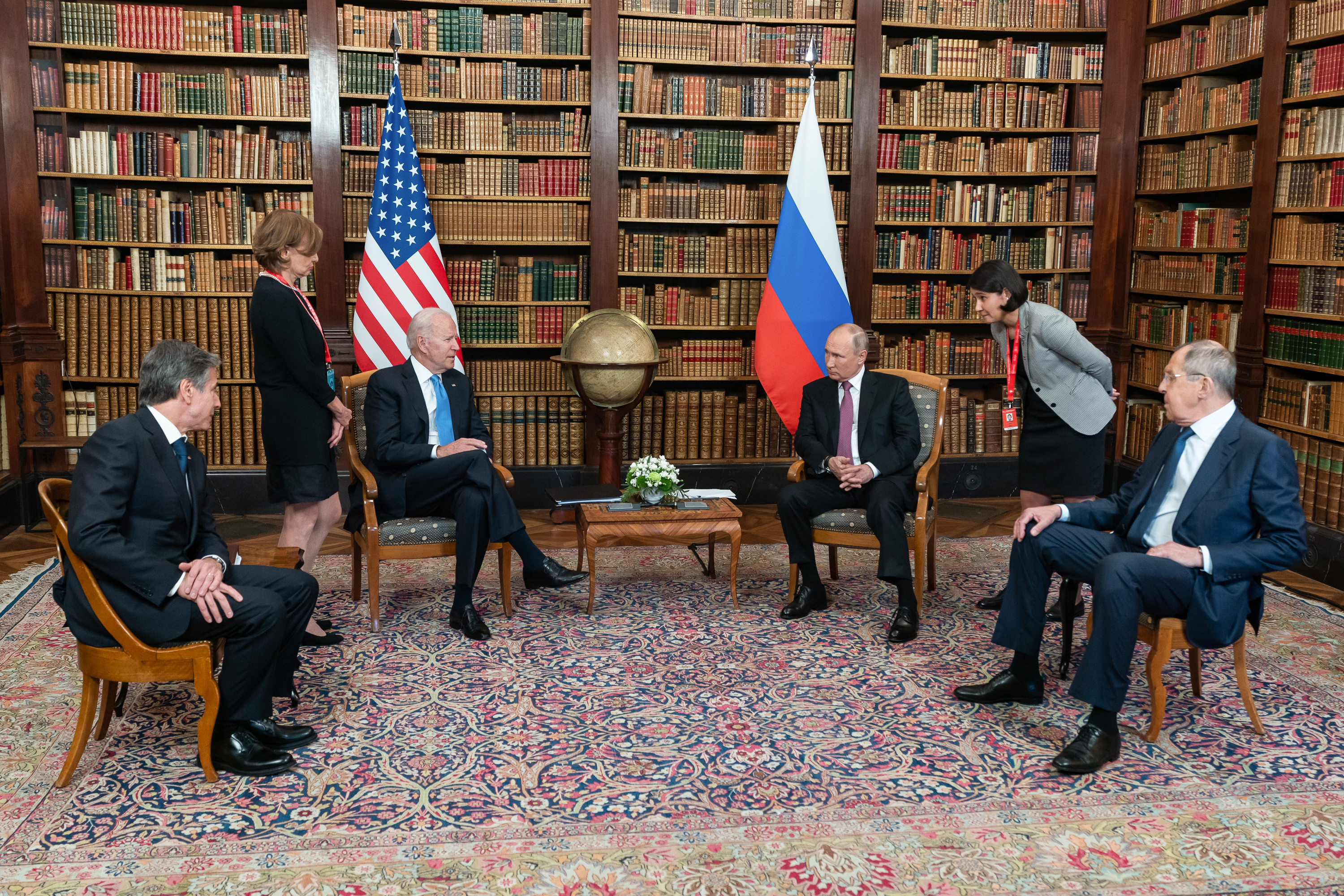
Antony Blinken, Joe Biden, Vladimir Putin e Lavrov al vertice Russia-Stati Uniti del 2021 a Ginevra, Svizzera

#### Defender-Europe 2021 della NATO
Nel 2021, Lavrov è stato critico nei confronti di una massiccia esercitazione militare a guida NATO chiamata Defender-Europe 21, una delle più grandi esercitazioni militari a guida NATO in Europa da decenni, iniziata nel marzo 2021. Comprendeva "operazioni quasi simultanee attraverso più di 30 aree di formazione" in Estonia, Bulgaria, Romania ed altri Paesi. Ha detto che la risposta della Russia era inevitabile.

### Invasione dell'Ucraina (2022)
Nel gennaio 2022 gli Stati Uniti hanno accusato la Russia di inviare sabotatori in Ucraina per mettere in scena "un'operazione sotto falsa bandiera" che creerebbe un pretesto per la Russia per invadere l'Ucraina. Lavrov ha respinto l'affermazione degli Stati Uniti come "disinformazione totale". Il 4 febbraio 2022 Lavrov ha respinto come "sciocchezze" e "follie" le accuse degli Stati Uniti secondo cui la Russia stesse preparando un falso video delle forze ucraine che attaccavano il Donbass controllato dai separatisti come pretesto per iniziare una guerra in Ucraina.
Il 10 febbraio 2022 Lavrov ha incontrato il ministro degli esteri britannico Liz Truss. Nel contesto delle tensioni tra Russia ed Occidente per un accumulo di truppe russe vicino al confine tra Russia e Ucraina, i colloqui tra i due ministri degli Esteri sono stati descritti come "difficili". Lavrov ha negato che la Russia avesse in programma di invadere l'Ucraina e ha descritto le "richieste occidentali di rimuovere le truppe russe dal territorio russo" come "deplorevoli". Lavrov chiese a Truss se riconoscesse la sovranità della Russia sulle regioni di Voronež e Rostov sul Don, due oblast' russi (province) in cui sono schierate le truppe russe. Pensando erroneamente che Lavrov si riferisse al Donbass rispose che "il Regno Unito non riconoscerà mai la sovranità russa su queste regioni".
Il 25 febbraio 2022, il giorno dopo che la Russia ha iniziato un'invasione su vasta scala dell'Ucraina, Lavrov ha affermato che Putin ha ordinato l'invasione per "liberare gli ucraini dall'oppressione". Lo stesso giorno, Stati Uniti, Regno Unito, UE e Canada hanno annunciato sanzioni contro Lavrov. Gli Stati Uniti hanno aggiunto Lavrov all'elenco dei cittadini appositamente designati e delle persone bloccate. Il 26 febbraio, l'Australia ha annunciato sanzioni simili a Lavrov.
Il 1º marzo la maggior parte dei diplomatici del Consiglio per i diritti umani delle Nazioni Unite (UNHRC) a Ginevra ha organizzato uno sciopero per protestare contro l'invasione russa dell'Ucraina mentre Lavrov ha iniziato a parlare all'assemblea tramite video da Mosca. Lavrov ha criticato l'Occidente su alcune politiche relative all'Ucraina, denunciando la sua prevenzione al volo a Ginevra a causa del divieto degli aerei russi nello spazio aereo dell'UE come "Cercando di evitare un dialogo sincero faccia a faccia o contatti diretti progettati per aiutare ad identificare soluzioni politiche alle pressanti questioni internazionali”. È stato anche citato "L'Occidente ha chiaramente perso l'autocontrollo nello sfogare la rabbia contro la Russia e ha distrutto le proprie regole e istituzioni". Lavrov, che ha letto da un testo preparato, ha ripetuto la dichiarazione dell'obiettivo di Putin il 23 febbraio: "L'obiettivo delle nostre azioni è salvare le persone adempiendo ai nostri obblighi alleati, nonché smilitarizzare e denazificare l'Ucraina in modo che cose simili non accadano mai più".
Il 2 marzo 2022 Lavrov ha spiegato in un'intervista ad Al Jazeera, a Mosca, come l'invasione dell'Ucraina sia avvenuta nel contesto di una crisi internazionale che esisteva già ben prima del 2014. Secondo lui, la Russia ha dovuto annettere la Crimea nel 2014 a causa del rischio inaccettabile che le basi navali della NATO sostituiscano il porto militare russo lì. Contesta in primo luogo la legittimità del golpe contro Viktor Janukovyč, che secondo la dirigenza russa aveva già avviato la "pace" in Ucraina, rispetto a tutte le minoranze di lingua russa presenti in Ucraina. Accusa l'Occidente di non sostenere lo status speciale di quelle minoranze, prima che Janukovyč fosse deposto dalla rivolta di Euromaidan nel 2013-2014. Ha continuato dicendo che Zelens'kyj non ha ulteriormente migliorato la situazione e che Putin ha dovuto ordinare l'invasione dell'Ucraina, perché gli Stati Uniti non hanno rispettato od addirittura affrontato i problemi di sicurezza del fianco occidentale della Russia. Lavrov ha affermato che gli Stati Uniti hanno esercitato pressioni simili sull'Iraq nel 2003, che in seguito gli Stati Uniti hanno invaso per nessun motivo diverso da una fiala di sostanze chimiche non identificate. Allo stesso tempo, Lavrov cerca di ritrarre l'attuale governo ucraino come "nazionalista" e "di destra" perché non incorpora legami storici e linguistici con la Russia nelle politiche nazionali ed eccelle solo nel separarsi da una storia e una cultura condivise.
Il 7 aprile 2022 l'Assemblea generale delle Nazioni Unite a New York ha votato per sospendere la Russia dall'UNHRC per il suo comportamento in Ucraina: "93 membri hanno votato a favore del rimprovero diplomatico mentre 24 erano contrari e 58 si sono astenuti. Ciò ha raggiunto la soglia richiesta di una maggioranza di due terzi dei membri dell'assemblea che votano sì o no, con le astensioni non conteggiate". Il 25 aprile, Lavrov ha accusato la NATO di combattere una guerra per procura con la Russia che potrebbe degenerare in un conflitto globale con armi nucleari. Il segretario alla Difesa degli Stati Uniti Lloyd Austin ha affermato che "non è utile e pericoloso scuotere le sciabole e speculare sull'uso di armi nucleari".
Il 1 maggio 2022, in un'intervista a Rete 4, a Lavrov è stato chiesto perché la Russia affermasse di dover "denazificare" l'Ucraina, considerando che lo stesso presidente ucraino è ebreo. Lavrov ha risposto suggerendo che Adolf Hitler, come Volodymyr Zelens'kyj, avesse un'eredità ebraica, dicendo "per quanto riguarda l'argomento su quale tipo di nazificazione possiamo avere se il presidente del Paese è ebreo, se ricordo bene, e potrei sbagliarmi, Hitler aveva anche sangue ebreo". Lavrov ha anche detto "per qualche tempo abbiamo sentito dal popolo ebraico che i più grandi antisemiti erano ebrei". Il primo ministro israeliano Naftali Bennett ha condannato i commenti di Lavrov e ha affermato che "l'uso dell'Olocausto del popolo ebraico come strumento politico deve cessare immediatamente". Il 5 maggio, l'ufficio di Bennett ha rilasciato una dichiarazione in cui affermava: "Il Primo Ministro ha accettato le scuse del presidente Putin per le osservazioni di Lavrov e lo ha ringraziato per aver chiarito il suo atteggiamento nei confronti del popolo ebraico e la memoria dell'Olocausto".
Il 14 maggio 2022 Lavrov ha usato l'espressione "guerra ibrida totale" nel descrivere gli sforzi dell'Occidente per aiutare l'Ucraina a combattere l'invasione russa del 2022.
Il 6 giugno 2022, secondo Večernje novosti, Sergej Lavrov avrebbe dovuto visitare la capitale serba, Belgrado. Tuttavia, Bulgaria, Macedonia del Nord e Montenegro, hanno rifiutato a Lavrov il permesso di utilizzare il loro spazio aereo, il che ha portato alla cancellazione della visita.
Il 16 giugno 2022, in un'intervista con Steve Rosenberg della BBC, Lavrov ha dichiarato che la Russia non ha invaso l'Ucraina, ma invece ha dichiarato che fosse un'operazione militare speciale: "perché non avevamo assolutamente altro modo per spiegare all'Occidente che trascinare l'Ucraina nella Nato era un atto criminale." Ha ripetuto ancora una volta l'affermazione del Cremlino secondo cui c'erano nazisti in Ucraina. A Lavrov è stato anche chiesto un rapporto delle Nazioni Unite su un incidente che ha coinvolto l'esercito russo a Jahidne, in Ucraina. Lavrov ha risposto: "È un vero peccato ma i diplomatici internazionali, tra cui l'Alto Commissario delle Nazioni Unite per i diritti umani, il Segretario generale delle Nazioni Unite e altri rappresentanti delle Nazioni Unite, sono messi sotto pressione dall'Occidente. E molto spesso vengono utilizzati per amplificare notizie false diffuse dall'Occidente. La Russia non è perfettamente pulita. La Russia è quello che è. E non ci vergogniamo di mostrare chi siamo."
L'8 luglio 2022 Lavrov ha lasciato il vertice dei ministri degli esteri del G20 a Bali, in Indonesia, perché non gli piacevano le domande sull'invasione dell'Ucraina da parte di Putin. Se n'è andato quando il ministro degli esteri tedesco Annalena Baerbock ha iniziato il suo discorso formale. I simpatizzanti dell'Ucraina si sono rifiutati di partecipare a una foto di gruppo con Lavrov, che sembrava perplesso per le critiche.
Il 20 luglio 2022 Lavrov ha confermato pubblicamente che la Russia aveva l'obiettivo non solo di "liberare" la regione del Donbass, ma anche di occupare la regione di Cherson, la regione di Zaporižžja e molti altri territori, presumibilmente come risposta all'Ucraina che riceveva il supporto delle armi dall'estero.
Il 26 luglio ha affermato: “Siamo determinati ad aiutare il popolo dell'Ucraina orientale a liberarsi dal peso di questo regime assolutamente inaccettabile”. 

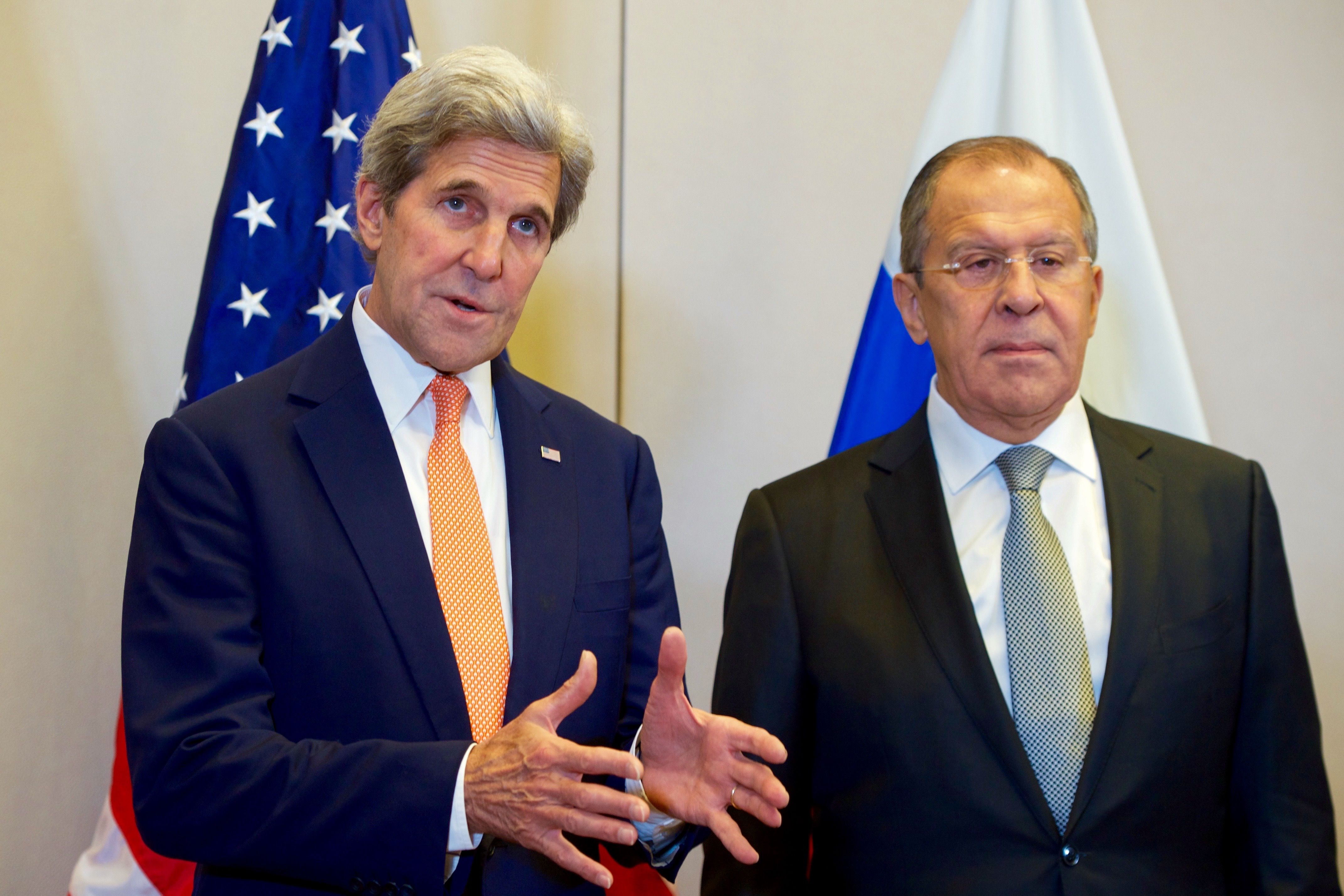
Lavrov e John Kerry (2016).

## Dottrina politica
Lavrov segue come modello idealistico Aleksandr Michajlovič Gorčakov, Ministro degli esteri di Alessandro II dal 1856 al 1882 e protagonista politico dell'espansione dell'Impero russo in Asia centrale.
Viene considerato uno degli uomini chiave del governo di Vladimir Putin e un fedelissimo del presidente. La sua opposizione quasi sistematica alle iniziative occidentali - come le sue ripetute condanne nei confronti dell'espansione della NATO verso est - gli è valsa nelle cancellerie l'epiteto di Мр. Нет  ("Mr. Nyet" , signor no), analogamente al suo storico predecessore Andrej Andreevič Gromyko. Attivo nel ripristinare l'influenza internazionale che il suo paese esercitava nel periodo sovietico.

## Controversie
Durante un'intervista alla trasmissione Zona bianca fa affermazioni su presunte origini ebraiche di Adolf Hitler che destano sgomento ed indignazione nella comunità ebraica internazionale.

## Onorificenze

Lavrov riceve il Collare dell'Ordine di Sant'Andrea dal presidente russo Vladimir Putin come segno di alta distinzione e onore (Mosca, 22 maggio 2025).

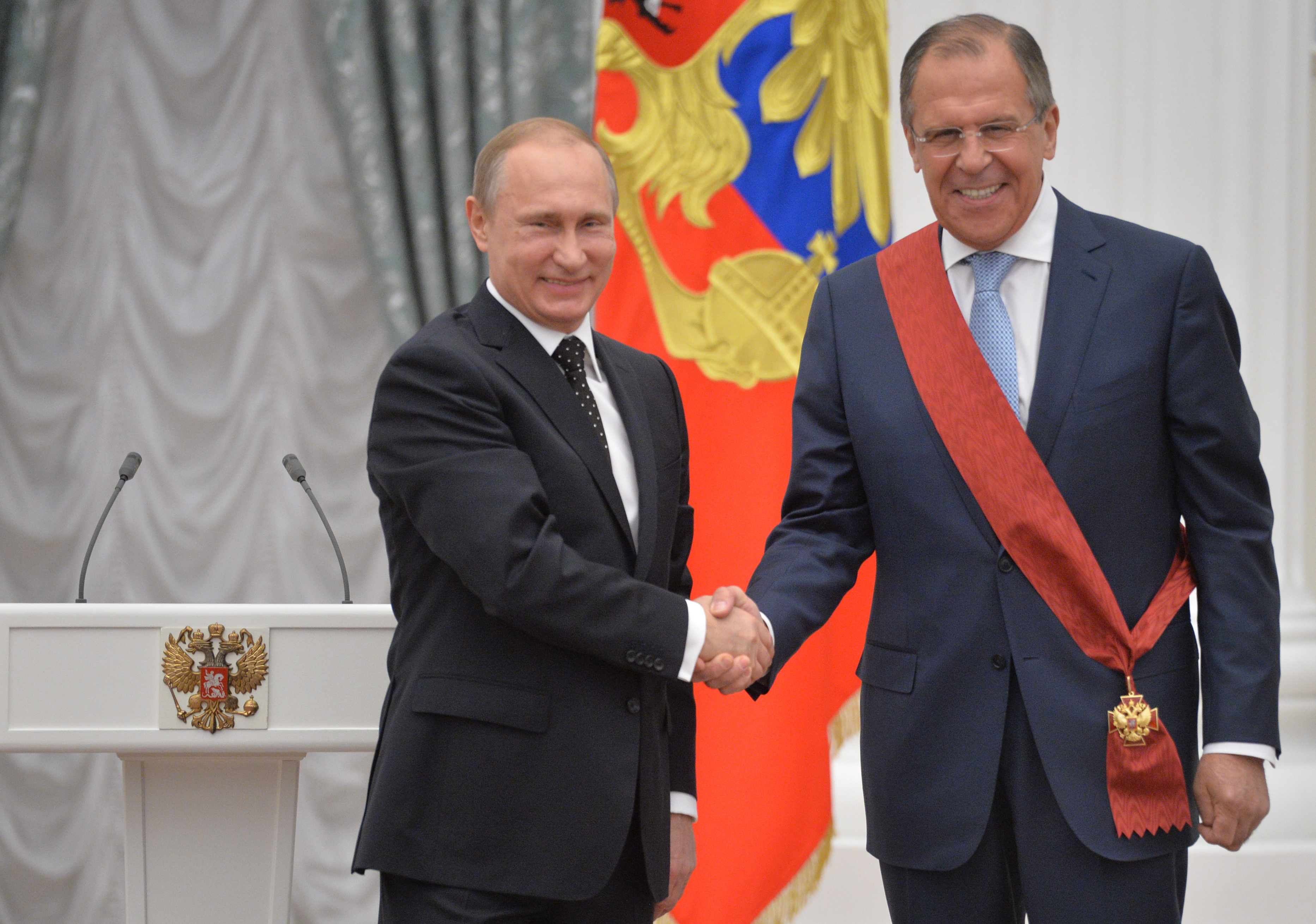
Lavrov decorato da Vladimir Putin con l'Ordine al merito per la Patria di I Classe (2015).